# George Fernandes
George Mathew Fernandes (Mangalore, 3 de junho de 1930 - Nova Deli, 29 de janeiro de 2019) foi um sindicalista indiano, estadista, jornalista e membro da Rajya Sabha de Bihar por um curto período, e membro da Lok Sabha por um período muito longo, começando em Bombaim em 1967, mas principalmente representando Bihar. Ele foi um membro chave do Janata Dal e o fundador do Partido Samata. Ele ocupou várias pastas ministeriais, incluindo comunicação, indústria, ferrovias e defesa.